# Horst Leupold
Horst „Leo“ Leupold (* 30. Januar 1942 in Nürnberg) ist ein ehemaliger deutscher Fußballspieler, der in den 1960er Jahren beim 1. FC Nürnberg seine größten Erfolge feierte.

## Karriere
Leupold trat mit zehn Jahren dem 1. FC Nürnberg bei und spielte in den Schüler- und Jugendmannschaften des fränkischen Vereins. Mit dem zweimaligen süddeutschen Meistertitel mit der A-Jugend empfahl er sich für die erste Mannschaft und gehörte 1961 erstmals zum Kreis des Teams, das 1962 den deutschen Pokalwettbewerb gewann. In der Saison 1962/63 spielte sich der Abwehrspieler bereits ab dem zehnten Spieltag in den Stamm der Oberligamannschaft in der damals höchsten Spielklasse. Er stand in der Endrunde der acht besten Mannschaften um die deutsche Meisterschaft und erreichte mit dem Club das Halbfinale des Europapokals der Pokalsieger.
In den folgenden Jahren war er fester Bestandteil der ersten Mannschaft des Clubs auf der rechten Verteidigerposition in der seit 1963 bestehenden Bundesliga. Obwohl er von seiner Spielweise her der Prototyp des modernen Offensiv-Verteidigers und Flankengebers darstellte, dauerte bis zum 17. September 1966, bis er sein erstes Erstligator erzielte. Dafür war es dann aber auch das Siegtor zum 1:0 beim Hamburger SV.
Durch sein zweites Tor verhinderte Leupold in der Erfolgssaison 1967/68 am 12. Spieltag die erste Saisonniederlage des 1. FCN mit dem Ausgleich zum 3:3-Endstand gegen den 1. FC Köln. Die Saison endete mit dem Meistertitel für den Verein, dem größten Erfolg in Leupolds Karriere.
Das folgende Jahr verlief dann katastrophal: Der amtierende Meister wurde zum Abstiegskandidaten und ausgerechnet im nervenaufreibenden Saisonendspurt handelte sich der Abwehrspieler die einzige rote Karte in seinen insgesamt 167 Bundesligaspielen ein – wegen einer Schiedsrichterbeleidigung, die nach seiner Darstellung nur ein Missverständnis gewesen war. Am Ende der Saison stand der Abstieg in die zweitklassige Regionalliga. Berühmt sind die Fotografien eines hemmungslos weinenden Leo Leupold nach der entscheidenden Niederlage im letzten Spiel.
Nach einem weiteren Jahr im Clubtrikot fiel er nach dem verpassten Wiederaufstieg dem Neuaufbau einer jungen Mannschaft zum Opfer. Er verließ 1972 nach über 400 Einsätzen im Clubtrikot den Verein, blieb aber immer seiner mittelfränkischen Heimat treu. Bis 1979 spielte er für den Drittligisten ASV Herzogenaurach. Danach war er auch als Fußballtrainer beim 1. SC Feucht und beim TSV Röthenbach tätig.
Horst Leupold ist gelernter Technischer Zeichner, gab aber seinen Beruf zugunsten der Fußballkarriere auf. Einen Laden mit Lotto-Annahmestelle, den er bereits in den frühen Profijahren, in denen die Fußballer noch wenig Geld bekamen, in der Nürnberger Südstadt eröffnet hatte, führte er auch nach seiner Fußballkarriere weiter. Später erlitt er bei einem sehr schweren Verkehrsunfall eine bleibende Kniebehinderung.
Seit der 1. FCN zur Saison 2006/07 seine verdientesten Spieler mit der Neubenennung der Stadionblöcke ehrte, trägt Block 10 des Nürnberger Stadions im Oberrang der Fankurve Horst Leupolds Namen.

## Statistik
Stationen
- 1. FC Nürnberg (1952 bis 1972)
- ASV Herzogenaurach (ab 1972)

als Trainer
- 1. SC Feucht
- TSV Röthenbach (ab 1979 als Spielertrainer)

Einsätze
- 22 Einsätze in der Oberliga Süd (bis 1963)
- 167 Einsätze in der Bundesliga (1963 bis 1969), 2 Tore
- 25 Einsätze in der Regionalliga Süd (1969/70), 1 Tor
- 402 Spiele für den 1. FC Nürnberg insgesamt

Titel / Erfolge
- Deutscher Fußballmeister 1967/68